# 楊福臻
楊福臻，江蘇省揚州府高郵州人，清朝政治人物、同進士出身。
光緒六年（1880年），参加庚辰科殿試，登進士三甲第15名。同年五月，改翰林院庶吉士。光緒十二年四月，散館，授翰林院檢討。